# Molí de la Corriu
El Molí de la Corriu és un molí del municipi de Guixers (Solsonès), inclòs a l'Inventari del Patrimoni Arquitectònic de Catalunya.
Està situat al marge dret de l'Aigua de Valls, al peu dels cingles de conglomerat del Morro Aguilar, en un indret molt engorjat. S'hi accedeix per una pista forestal que surt de la carretera de Sisquer a Montcalb.
L'edifici té de dues plantes i coberta a doble vessant amb el carener perpendicular a la façana.
Tant el molí com l'habitatge estan ben conservats.